# Fussballtrainer des Jahres (Schweiz)

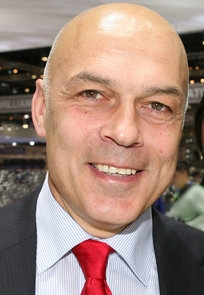
Christian Gross war neunmal Trainer des Jahres

Als Fussballtrainer des Jahres wird in der Schweiz jährlich der herausragendste Fussballtrainer ausgezeichnet. Diese Ehrung des Schweizerischen Fussballverbands existiert seit dem Jahr 1979. Von 2013 bis 2020 zeichnete die Swiss Football League an einer Award Night den besten Trainer der Profiligen aus.
Eine Fachjury kürt jedes Jahr eine Person, die besondere Leistungen vollbracht hat. Die Bekanntmachung geschieht an der Nacht des Schweizer Fussballs. Der erste ausgezeichnete Trainer war Willy Sommer.
Erfolgreichster Trainer ist Christian Gross, der insgesamt neunmal zum Fussballtrainer des Jahres gewählt wurde. Der erste ausländische Titelträger war 1984 der Deutsche Helmuth Johannsen. Ottmar Hitzfeld war sowohl Schweizer- als auch deutscher Fussballtrainer des Jahres. Erfolgreichster Verein ist der FC Basel, der sechsmal den Trainer stellte.

## Liste der Titelträger

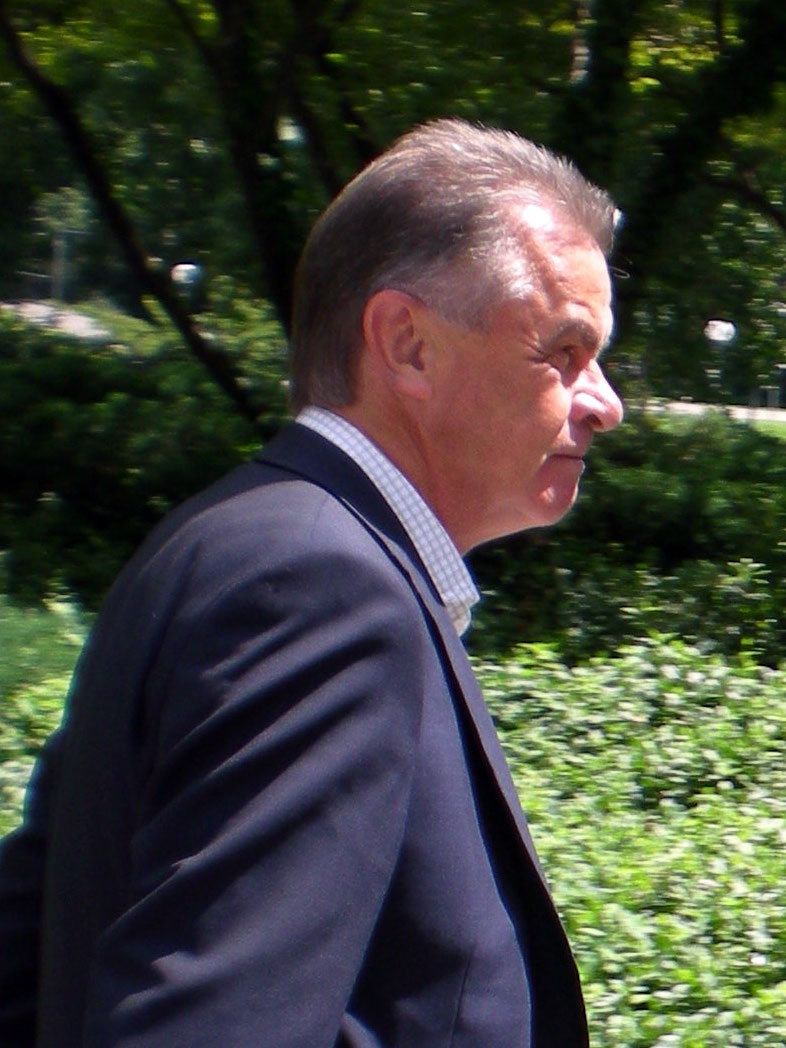
Ottmar Hitzfeld war auch schon Fussballtrainer des Jahres in Deutschland.

- Jahr: Nennt das Jahr, in dem der Trainer gewählt wurde.
- Name: Nennt den Namen des Trainers.
- Nationalität: Nennt die Nationalität des Trainers.
- Verein: Nennt den Verein, den der Trainer zum damaligen Zeitpunkt trainierte.

| Jahr | Name                     | Nationalität               | Verein                                               |
| ---- | ------------------------ | -------------------------- | ---------------------------------------------------- |
| 1979 | Willy Sommer             | Schweiz                    | FC St. Gallen                                        |
| 1980 | Daniel Jeandupeux        | Schweiz                    | FC Sion                                              |
| 1981 | Daniel Jeandupeux        | Schweiz                    | FC Zürich                                            |
| 1982 | nicht vergeben           |                            |                                                      |
| 1983 | nicht vergeben           |                            |                                                      |
| 1984 | Helmuth Johannsen        | Deutschland Bundesrepublik | FC St. Gallen                                        |
| 1984 | Jean-Claude Donzé        | Schweiz                    | FC Sion                                              |
| 1985 | Ottmar Hitzfeld          | Deutschland Bundesrepublik | FC Aarau                                             |
| 1986 | Aleksander Mandziara     | Deutschland Bundesrepublik | BSC Young Boys                                       |
| 1987 | nicht vergeben           |                            |                                                      |
| 1988 | nicht vergeben           |                            |                                                      |
| 1989 | Friedel Rausch           | Deutschland Bundesrepublik | FC Luzern                                            |
| 1990 | Umberto Barberis         | Schweiz                    | Lausanne-Sports                                      |
| 1991 | Umberto Barberis         | Schweiz                    | Lausanne-Sports                                      |
| 1992 | Enzo Trossero            | Argentinien                | FC Sion                                              |
| 1993 | Rolf Fringer             | Osterreich                 | FC Aarau                                             |
| 1994 | Christian Gross          | Schweiz                    | Grasshopper Club Zürich                              |
| 1995 | Rolf Fringer             | Osterreich                 | FC Aarau                                             |
| 1996 | Christian Gross          | Schweiz                    | Grasshopper Club Zürich                              |
| 1997 | Christian Gross          | Schweiz                    | Grasshopper Club Zürich / Tottenham Hotspur          |
| 1998 | Raimondo Ponte           | Schweiz                    | FC Zürich                                            |
| 1999 | Marcel Koller            | Schweiz                    | FC St. Gallen                                        |
| 2000 | Hans-Peter Zaugg         | Schweiz                    | Grasshopper Club Zürich                              |
| 2001 | Christian Gross          | Schweiz                    | FC Basel                                             |
| 2002 | Christian Gross          | Schweiz                    | FC Basel                                             |
| 2003 | Christian Gross          | Schweiz                    | FC Basel                                             |
| 2004 | Christian Gross          | Schweiz                    | FC Basel                                             |
| 2005 | Christian Gross          | Schweiz                    | FC Basel                                             |
| 2006 | Lucien Favre             | Schweiz                    | FC Zürich                                            |
| 2007 | Lucien Favre             | Schweiz                    | FC Zürich                                            |
| 2008 | Christian Gross          | Schweiz                    | FC Basel                                             |
| 2009 | Bernard Challandes       | Schweiz                    | FC Zürich                                            |
| 2010 | Dany Ryser               | Schweiz                    | Schweizer Fussballnationalmannschaft (U-17-Junioren) |
| 2011 | Pierluigi Tami           | Schweiz                    | Schweizer Fussballnationalmannschaft (U-21-Männer)   |
| 2012 | Heiko Vogel              | Deutschland                | FC Basel                                             |
| 2013 | Uli Forte                | Italien                    | Grasshopper Club Zürich / BSC Young Boys             |
| 2014 | Ottmar Hitzfeld          | Deutschland                | Schweizer Fussballnationalmannschaft                 |
| 2015 | Martina Voss-Tecklenburg | Deutschland                | Schweizer Fussballnationalmannschaft der Frauen      |
| 2016 | Vladimir Petković        | Schweiz                    | Schweizer Fussballnationalmannschaft                 |
| 2017 | Vladimir Petković        | Schweiz                    | Schweizer Fussballnationalmannschaft                 |
| 2018 | Vladimir Petković        | Schweiz                    | Schweizer Fussballnationalmannschaft                 |
| 2019 | Vladimir Petković        | Schweiz                    | Schweizer Fussballnationalmannschaft                 |

### SFL Best Coach
- Jahr: Nennt das Jahr, in dem der Trainer gewählt wurde.
- Name: Nennt den Namen des Trainers.
- Nationalität: Nennt die Nationalität des Trainers.
- Verein: Nennt den Verein, den der Trainer zum damaligen Zeitpunkt trainierte.

| Jahr | Name            | Nationalität | Verein                                    |
| ---- | --------------- | ------------ | ----------------------------------------- |
| 2013 | Murat Yakin     | Schweiz      | FC Basel                                  |
| 2014 | Urs Fischer     | Schweiz      | FC Thun                                   |
| 2015 | Pierluigi Tami  | Schweiz      | Grasshopper Club Zürich                   |
| 2016 | Fabio Celestini | Schweiz      | FC Lausanne-Sport                         |
| 2017 | Murat Yakin     | Schweiz      | FC Schaffhausen / Grasshopper Club Zürich |
| 2018 | Gerardo Seoane  | Schweiz      | FC Luzern / BSC Young Boys                |
| 2019 | Gerardo Seoane  | Schweiz      | BSC Young Boys                            |
| 2020 | Gerardo Seoane  | Schweiz      | BSC Young Boys                            |